# Суббьяно
Суббьяно (итал. Subbiano) — коммуна в Италии, расположена в области Тоскана, в провинции Ареццо.
Население коммуны составляет 6265 человек (2008 г.), плотность населения составляет 80 чел./км². Коммуна занимает площадь 78 км². Почтовый индекс — 52010. Телефонный код — 0575.
В коммуне 31 мая особо празднуется Встреча Марии и Елизаветы.

## Демография
Динамика населения:

## Администрация коммуны
- Официальный сайт: http://www.comune.subbiano.ar.it/

## Достопримечательности
- Церковь Посещения Девы Марии[итал.].